# Cuchimilco

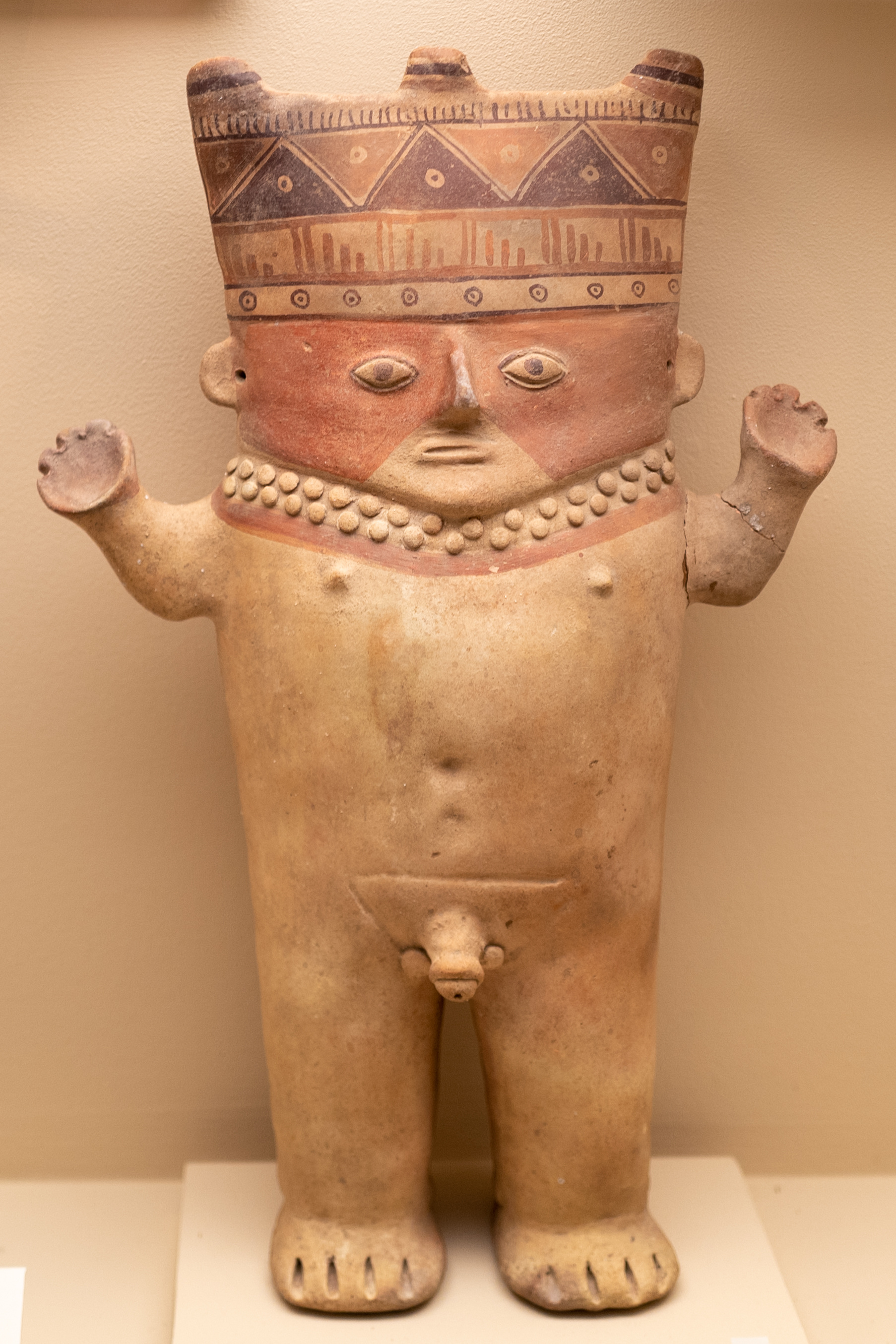
Cuchimilco masculin.

Les cuchimilcos sont des statuettes d'argile appartenant à la culture Chancay. Cette culture s'est développée entre 1200 et 1470 sur la côte centrale du Pérou, et avait son centre dans l'actuelle province de Huaral, dans la région de Lima.
Leur fonction exacte n'est pas connue avec certitude mais un consensus est établi sur le fait qu'ils agissaient en tant que gardiens des tombes ou compagnons dans l'au-delà pour les défunts de la culture Chancay.

## Découverte
Des dizaines de milliers de cuchimilcos ont été retrouvés dans les sites archéologiques de la culture Chancay, bien souvent dans les sépultures de nobles attestant la volonté de s'assurer de chasser les mauvais esprits . La majorité de ces sites ont été pillés par des pilleurs de tombes et les pièces ont été acquises par des collectionneurs privés. L'une des plus grandes collections de cuchimilcos se trouve au musée Amano de Miraflores, œuvre du célèbre collectionneur japonais Yoshitaro Amano. Une autre collection importante se trouve au Musée de Chancay .
Au cours des dernières décennies, l'archéologue Walter Tosso, spécialiste de la culture Chancay, s'est consacré à l'étude et à la conservation du site de Pisquillo, lieu d'un ancien cimetière Chancay d'où proviennent des milliers de cuchimilcos .

## Origine du nom

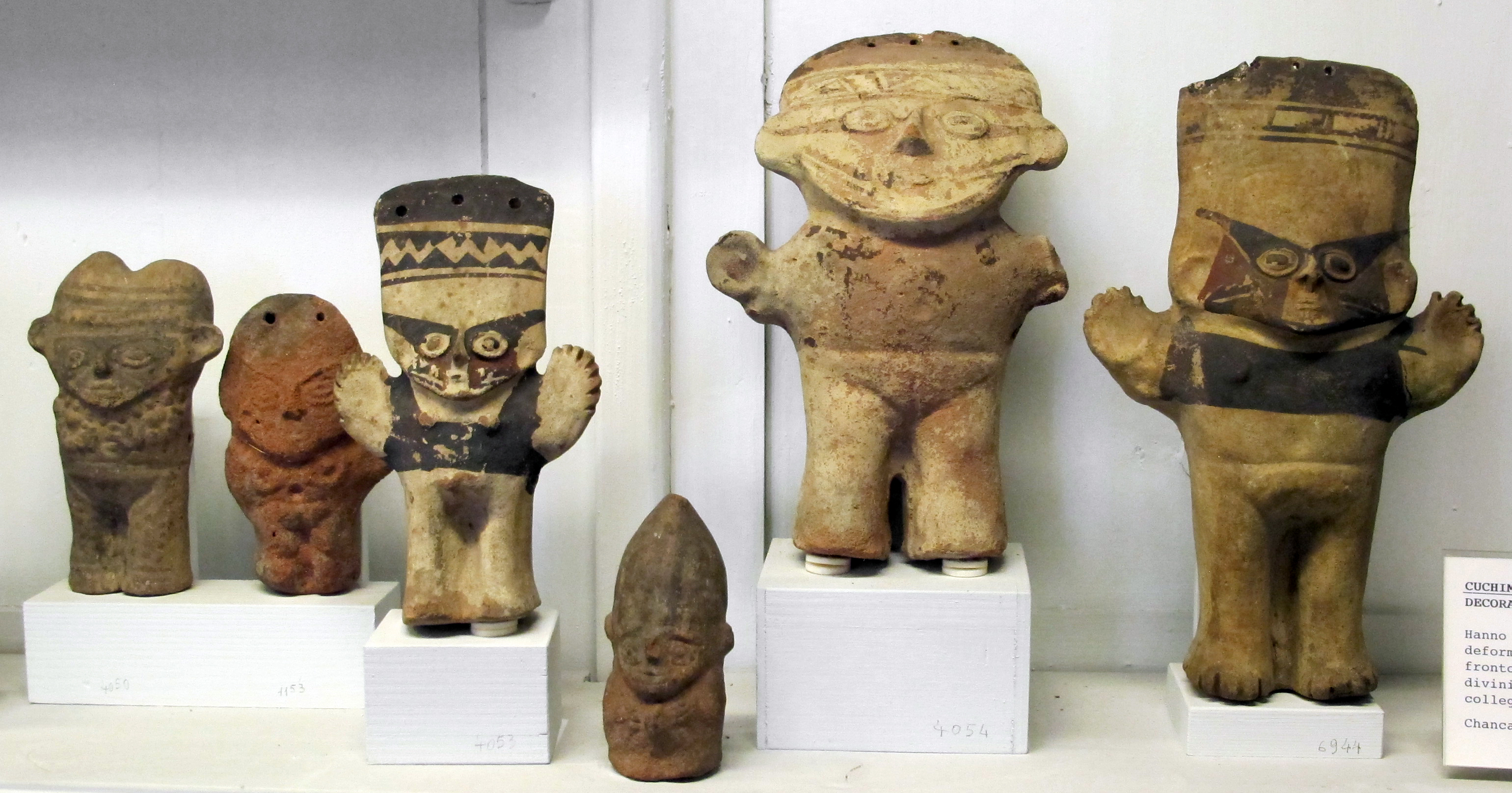
Collection de cuchimilcos.

Selon Walter Tosso, cuchimilco est un mot qui n'appartient à aucune langue préhispanique connue de l'ancien Pérou, et qui semble être un mot composé de la langue nahuatl (similaire à xochi-milco), c'est-à-dire de la zone mésoaméricaine (Mexique et Amérique centrale). Cela signifie qu'il s'agit d'un nom apparu à l'époque contemporaine. Même si la raison pour laquelle les statuettes ont été nommées ainsi reste une énigme, Tosso présume que cette dénomination est née dans les années 1940 et 1950, lors de l'intense contrebande entre les pilleurs de tombes et les collectionneurs du monde entier .
Une rumeur populaire affirme que le mot cuchimilco est dérivé de cuchi (le nom donné par les indigènes du Pérou au cochon apporté par les Espagnols), car les sites archéologiques où les statuettes ont été trouvées étaient proches de boucheries ou d'élevages de porcs . Quelle que soit la vérité, la seule chose qui est certaine est que le nom est apparu bien plus tard qu'à l'époque préhispanique. C'est pourquoi certains archéologues sont réticents à utiliser ce nom, alors que d'autres se résignent à l'usage populaire qui s'est imposé.

## Description

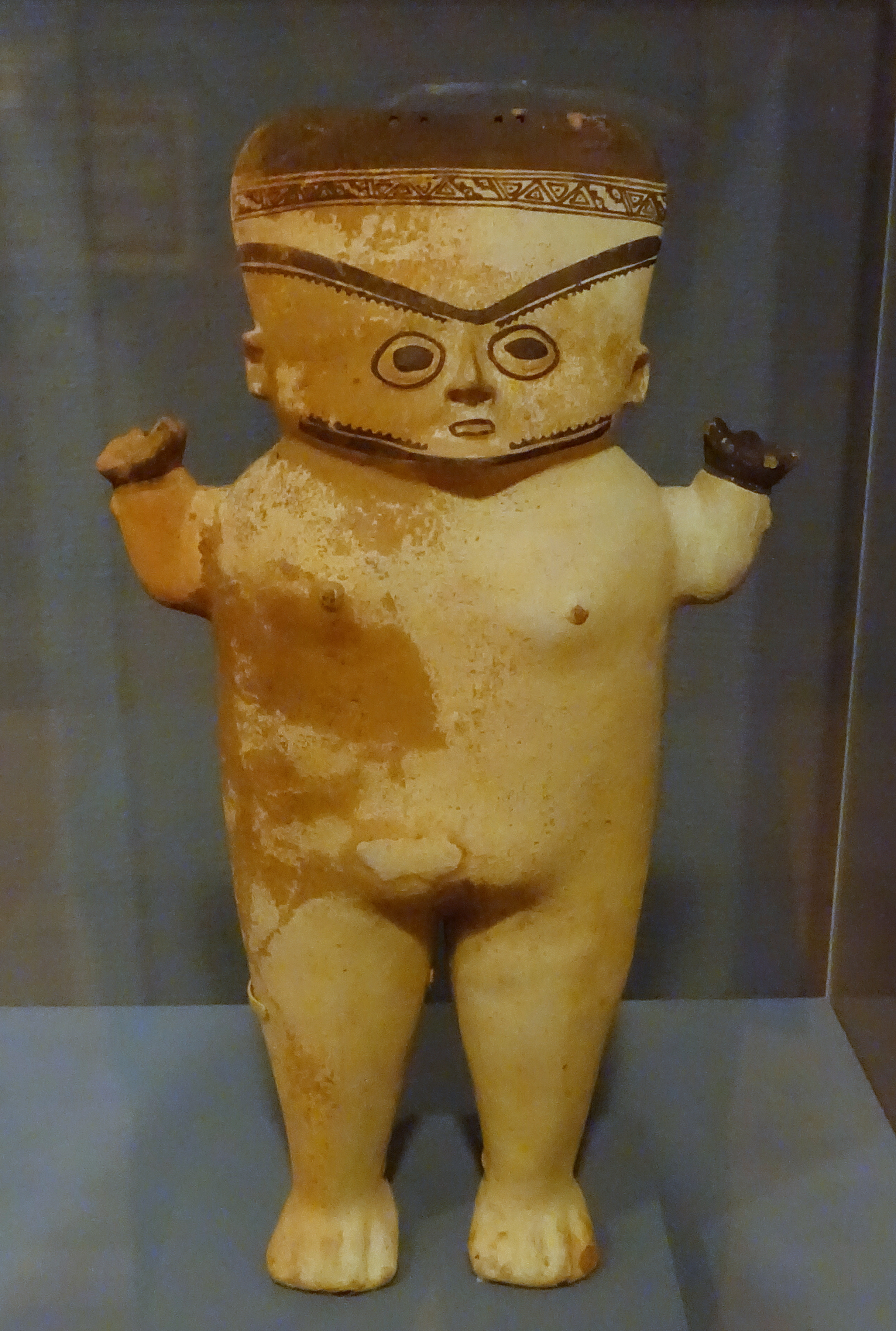
Cuchimilco daté entre les XII et XVe siècles, effigie féminine.

Les cuchimilcos sont des statuettes en argile solide issues d'un procédé de moulage, décorées de pigments, représentant des personnages humains aux bras courts et étendus, comme s'ils étaient prêts à voler ou à inviter à une étreinte . L'attitude accueillante a pour but de repousser les mauvais esprits et énergies du corps du défunt qu'il protège. Certains archéologues s'accordent aussi à dire que certaines figurines sont à l'effigie de membres de la famille du défunt afin encore d’apparaître comme un compagnon dans l'au-delà.
Ils peuvent être nus, semi-nus ou habillés, mais dans tous les cas, ils montrent leurs organes génitaux, distinguant leur condition masculine ou féminine . 
Une autre particularité est que les traits du visage sont peints, ainsi qu'une coiffe ou un chapeau sur la tête, sur lequel il y a des trous pour placer des plumes . En plus de ces éléments, des bracelets ou des masques peuvent être observés.
Leurs têtes sont souvent plates et de forme géométriques. Les détails sont incisés ou appliqués au moyen d'encre ou de peinture, souvent noire . Les visages sont souvent représentés avec des attributs assez petits et regroupés.
La plupart d'entre eux ont été trouvés dans les tombes de la culture Chancay. Dans les tombes les plus anciennes, on les trouve généralement par paires, homme et femme, rappelant l'importance divine de la dualité dans ces culture mais dans les plus tardives, seules des représentations féminines apparaissent . 
Des statuettes similaires apparaissent également dans les cultures anciennes des régions de Lima et Chincha, mais pas en aussi grande quantité qu'à Chancay.

## Différences avec les poupées funéraires
Les figurines cuchimilco sont souvent comparées avec les poupées funéraires de la culture Chancay. Bien que toutes deux soient liées aux sépultures et aux tombes, elles ont deux objectifs différents pour les Chancay. La poupée funéraire créée à partir d'un tissu tissé peut avoir la fonction d'un jouet d'enfant qui était ensuite enterré avec le défunt, et qui pouvait à son tour servir de compagnon dans l'au-delà . En ce sens, celles-ci n'ont pas vraiment de fonction de gardien comme le serait les cuchimilcos.
Les hypothèses qui ont été formées sur les fonctions des cuchimilcos et des poupées funéraires proviennent de l'endroit où étaient situés les objets lorsqu'ils sont trouvés. De plus, les motifs géométriques de ceux-ci diffèrent suivant le sexe de l'effigie. Les deux objets sont souvent trouvés avec des caractéristiques faciales dramatiques, comme des yeux écarquillés avec une bouche grande ouverte marquant la surprise, ce qui pourrait avoir une signification dans le domaine funéraire. 

## Inspiration de la mascotte des Jeux panaméricains de 2019

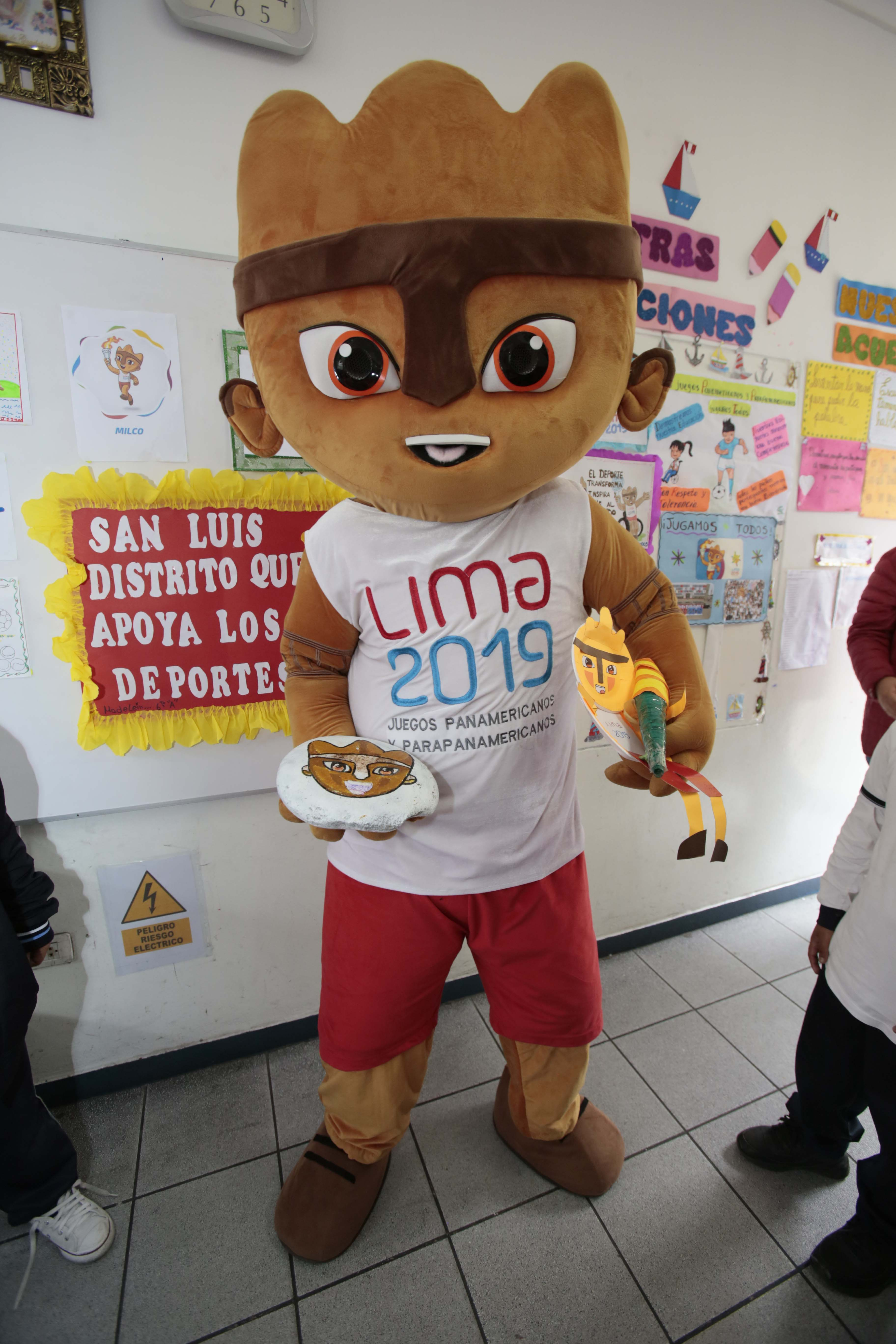
Milco, la mascotte des Jeux panaméricains de 2019.

Inspirée par les cuchimilcos, la designer Andrea Medrano a créé Milco, un personnage fictif qui a remporté le concours pour être la mascotte des Jeux panaméricains de 2019, qui auront lieu à Lima. Ce qui a motivé la designer pour sa création, c'est la position particulière à bras ouverts de ces statuettes, qu'elle a réinterprétées comme l'hospitalité que le Pérou offre aux étrangers, ainsi que l'appartenance à une culture du Norte Chico (nord de Lima) .